# 남 프릭 파오
남 프릭 파오(태국어: น้ำพริกเผา)은 태국식 고추 소스인 남 프릭의 하나이다. 똠 얌 꿍, 까이 팟 멧 마무앙힘마판 등의 요리에 쓰인다.

## 이름
태국어 "남(น้ำ)"은 "물, 소스", "프릭(พริก)"은 "고추"를 뜻하며, "파오(เผา)"는 "그슬리다, 굽다"를 뜻한다. "남 프릭 파오"는 "구운 고추 소스"라는 뜻이다.

## 만들기
건치파고추는 씨를 제거하고 마른 팬에 볶은 다음 갈아서 고추가루로 만든다. 건새우 간 가루, 마른 팬이나 오븐에 구운 마늘, 셜롯, 소금, 타마린드 즙, 남 쁠라(어장), 야자당, 까삐(새우장), 식용유 등을 넣고 갈아서 페이스트로 만든 다음, 기름에 10~15분 볶아 보관한다.

## 같이 보기
- 고추장
- 째우 봉